# Rob Jetten
Rob Arnoldus Adrianus Jetten (nederländskt uttal: [rɔp ɑrˈnɔldʏs aːdriˈaːnʏs ˈjɛtə(n)]), född 25 mars 1987, är en nederländsk politiker som är partiledare för Demokraterna 66 (D66) sedan 12 augusti 2023. Han är sedan 10 januari 2022 minister för klimat och energipolitik i Ruttes fjärde regering. Innan han utsågs till minister tjänstgjorde Jetten som gruppledare för D66 i representanthuset från 2018 till 2021.

## Tidigt liv och utbildning
Jetten växte upp i Uden i Noord-Brabant och gick på gymnasiet vid Udens College mellan 1999 och 2005. Han studerade sedan från 2005 vid Radboud Universitet i Nijmegen, där han tog en filosofie kandidat 2010 och en filosofie magister-examen 2011, båda i offentlig förvaltning. Efter en period som management trainee på den holländska järnvägsmyndigheten ProRail fortsatte han att arbeta där som regionchef.

## Politisk karriär
Jetten började sin politiska karriär som politisk rådgivare för D66 i Generalstaternas Senat och som ordförande för Jonge Democraten. Mellan 2010 och 2017 var han dessutom medlem av kommunfullmäktige i Nijmegen. I det nederländska parlamentsvalet 2017 valdes han in som medlem av representanthuset. Jetten blev sedan sitt partis talesperson för klimat, energi och gas, järnvägar, demokratisk förnyelse och ekonomiska frågor.
Den 9 oktober 2018 valdes Jetten till ny gruppledare för D66 i representanthuset, efter Alexander Pechtold. Detta gjorde honom inte automatiskt till ny partiledare eftersom den nya ledaren var planerad att väljas i Demokraternas ledarskapsval två år senare, 2020. 31 år gammal blev Jetten den yngste gruppledaren för D66 någonsin. Efter valet mötte Jetten kritik i nederländska medier på grund av sin relativt unga ålder.
Under hans ledning tillkännagav den nederländska regeringen planer på att investera 750 miljoner euro från 2022 fram till 2031 för att låta landets gasnätoperatör Gasunie utveckla ett nationellt vätgastransportnät.
Den 14 juli 2023 tillkännagav Jetten sin kandidatur att bli nästa partiledare för D66 efter att Sigrid Kaag meddelat sin avgång. Den 12 augusti 2023 blev han vald till partiledare.

## Privatliv
Rob Jetten är öppet gay. Han har för närvarande ett förhållande med den argentinske landhockeyspelaren Nicolás Keenan.